# N-Nitrosodipropylamin
N-Nitrosodipropylamin ist eine chemische Verbindung aus der Gruppe der Nitrosamine.

## Geschichte und Vorkommen
N-Nitrosodipropylamin wurde 1886 erstmals synthetisiert und in Gummi, Käse, alkoholischen Getränken, Herbiziden und Tabakrauch nachgewiesen.

## Eigenschaften
N-Nitrosodipropylamin ist eine klare, gelbliche bis orange, brennbare, schwer entzündbare Flüssigkeit, die löslich in Wasser ist.

## Sicherheitshinweise
N-Nitrosodipropylamin ist nach oraler Verabreichung bei Ratten und nach subkutaner Injektion bei Ratten und Hamstern krebserregend. Es erzeugt gutartige und bösartige Tumore der Leber, der Niere, der Speiseröhre und der Atemwege. Der Metabolit N-Nitroso-N-(2-hydroxypropyl)propylamin ist bei Ratten und Hamstern ebenfalls krebserregend. Er verursacht nach subkutaner Injektion gutartige und bösartige Tumore der Atemwege und der Leber.

## Regulierung
Über den Safe Drinking Water and Toxic Enforcement Act of 1986 besteht in Kalifornien seit dem 1. Januar 1988 eine Kennzeichnungspflicht für Produkte, die N-Nitrosodi-n-propylamin enthalten.

## Externe Links zu erwähnten Verbindungen
1. ↑  Externe Identifikatoren von bzw. Datenbank-Links zu N-Nitroso-N-(2-hydroxypropyl)propylamin:  CAS-Nr.: 39603-53-7, PubChem: 91629, ChemSpider: 82734, Wikidata: Q82941295.